# Chaetogaedia aurata
Chaetogaedia aurata là một loài ruồi trong họ Tachinidae.